# Radijevići (gmina Nova Varoš)
Radijevići (cyr. Радијевићи) – wieś w Serbii, w okręgu zlatiborskim, w gminie Nova Varoš. W 2011 roku liczyła 134 mieszkańców.